# El 35 aniversario
El 35 aniversario es una historieta serializada en 1992 del dibujante de cómics español Francisco Ibáñez perteneciente a la serie Mortadelo y Filemón, aunque en cierto modo el protagonista de esta historieta es el propio Ibáñez.

## Trayectoria editorial
La historieta se realizó en conmemoración del 35 aniversario del nacimiento de los personajes, con una maniobra publicitaria realizada por Ediciones B que resultó eficaz con artículos periodísticos, documentales y homenajes. La historieta fue publicada originalmente en forma seriada en la revista Súper Mortadelo números 112 a 117. Se publicó en tapa dura en el n.º 46 de la colección "Magos del Humor" y sirvió para inaugurar en 1993 la nueva colección en formato grande de Súper Humor con un tomo en el que se incluía esta aventura y otras historietas clásicas de Ibáñez, tanto de Mortadelo y Filemón (incluyendo la primera historieta publicada de los mismos) como de otros personajes e incluso chistes sin serie propia. En 1994 se publicó en el n.º 77 de la Colección Olé.

## Sinopsis
El álbum de este título comienza con la historia de Francisco Ibáñez, desde su infancia hasta que es contratado por los estudios B, pasando por la creación de todos sus personajes. Esta biografía se va mezclando con historias en las que Mortadelo y Filemón van coincidiendo con los demás personajes del autor.

## Realidad y ficción
Esta historieta presenta una versión caricaturesca de la vida de Ibáñez. La autocaricatura del autor es diferente en esta aventura a la que aparece en otras historietas de los detectives, probablemente debido a la necesidad de facilitar el dibujo en una historieta en la que él es esencialmente el protagonista. Una vez llegado a Bruguera se nos presenta al director, Rafael González, al que nunca se nombra, pero es fácilmente identificable. La mala relación que tuvo Ibáñez en la realidad con esta persona aparece aquí reflejada de forma cómica. Por ejemplo, hay un momento en el que Ibáñez le presenta un nuevo personaje llamado "El horrendo Quasimodo, tipo torcido del todo", que es una caricatura obvia de González, a lo que este le responde lanzándole de la habitación de una patada. Esa situación hace referencia al personaje del "presi" del botones Sacarino que en un principio era una caricatura de González, hasta que este, enfadado, ordenó cambiar el diseño.
La creación de personajes aparece con algún desorden cronológico, por ejemplo, la creación de 13, Rue del Percebe se nombra antes que la de La familia Trapisonda, ya que la mención de esta última historieta se usa para presentar a la propia familia de Ibáñez. En la historieta, las hijas de Ibáñez aseguran preferir Zipi y Zape a Mortadelo, cosa que también sucedía en la vida real.
Entre las anécdotas biográficas también aparece el cierre de Bruguera, la compra de Ediciones B del fondo de esa editorial y el intento de continuar la serie de Mortadelo sin él.

### Personajes
Cuando se nos cuenta la creación de El botones Sacarino aparecen varios "bocetos desechados" en los que aparecen Snoopy, Carpanta, Mickey Mouse, Spider-Man y Olivia con el traje de botones. Esto podría ser una referencia velada o inconsciente al hecho de que El botones Sacarino es una mezcla de Gastón Lagaffe, más conocido en España como Tomás el Gafe, que fuera creado por André Franquin en 1957 y Spirou.
Esta historieta es notable por hacer reaparecer a personajes del autor que hacía décadas que no se publicaban como Godofredo y Pascualino, viven del deporte fino y a los trabajadores de Ande, ríase "usté" con el Arca de Noé.
La forma en que se conocen Mortadelo y Filemón en esta historieta se contradice con la presentada en La historia de Mortadelo y Filemón (1969).

## Torres Gemelas
La última viñeta de este libro tiene un detalle de fondo de un avión incrustado en una de las Torres Gemelas de Nueva York. La imagen es de 1992 y el libro se publicó en 1993.
Tras los atentados del 11 de septiembre de 2001 contra estos edificios, varios lectores llamaron la atención sobre la coincidencia de la viñeta con el método empleado para el atentado.

## Crítica
Esta historieta es una de las favoritas de los fanes de los agentes y siempre aparece entre las primeras cuando se hace alguna encuesta. Miguel Soto considera que tiene un planteamiento original pero que "el desarrollo convencional del álbum sin embargo desluce el resultado final."